# Genthin
Genthin ist eine Einheitsgemeinde und Kleinstadt im Landkreis Jerichower Land in Sachsen-Anhalt.

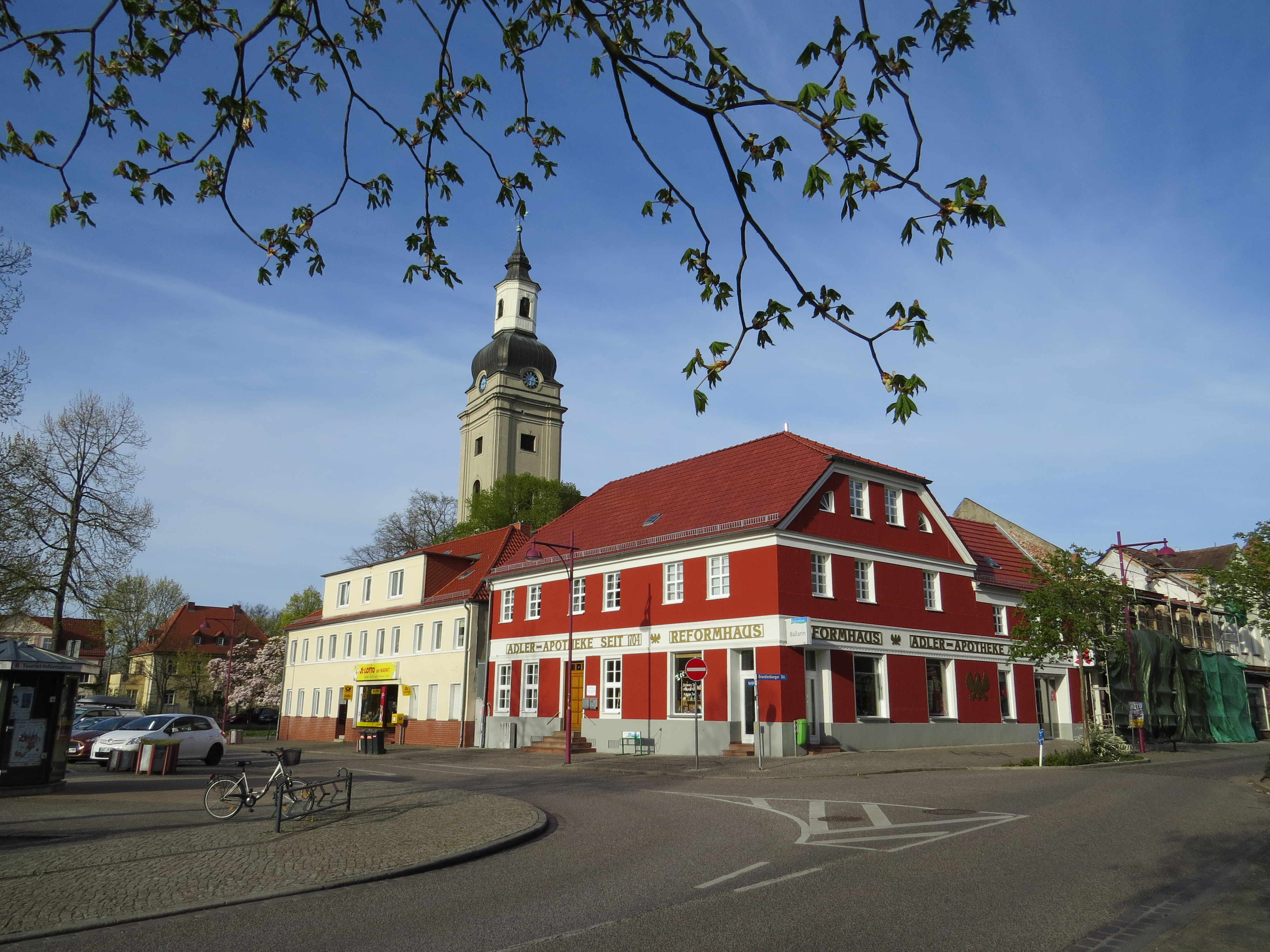
Marktplatz in Genthin

## Geographie

### Lage
Genthin liegt östlich der Elbe zwischen Berlin und Magdeburg am Elbe-Havel-Kanal. Die Stadt lag ursprünglich an der Stremme, deren Oberlauf in dem zwischen 1743 und 1745 gebauten Plauer Kanal aufging.

### Ortschaften und Ortsteile
| Ortschaft  | Einwohner | Ortsteil    | Einwohner |
| ---------- | --------- | ----------- | --------- |
| Fienerode  | 58        |             |           |
| Genthin    | 10878     | Hagen       | 35        |
| Gladau     | 313       | Dretzel     | 254       |
| Gladau     | 313       | Schattberge | 56        |
| Mützel     | 543       | Hüttermühle | 79        |
| Paplitz    | 306       | Gehlsdorf   | 10        |
| Parchen    | 791       | Wiechenberg | 34        |
| Schopsdorf | 232       |             |           |
| Tucheim    | 1146      | Wülpen      | 10        |
| Tucheim    | 1146      | Holzhaus    | 17        |
| Tucheim    | 1146      | Ringelsdorf | 66        |

- Die Einwohnerzahlen beziehen sich auf den 31. Dezember 2016.[2]
- Die bei Ortschaft eingetragenen Einwohnerzahl beinhalten nicht die Einwohner der Ortsteile.

### Wohnplätze
- Dreibachen
- Genthin-Wald
- Mollenberg
- Königsrode

### Parks und Schutzgebiete
Das Fiener Bruch ist eines von nur noch drei Brutgebieten der in Deutschland vom Aussterben bedrohten Großtrappen, des schwersten flugfähigen Vogels. Bereits 1979 wurde im Gebiet der Gemeinden Tucheim, Karow und Paplitz das Großtrappenschongebiet Karow im damaligen Bezirk Magdeburg mit einer Größe von 5.780 Hektar eingerichtet. In den 1990er Jahren wurde die Niederung im Rahmen des Natura-2000-Netzes als EU-Vogelschutzgebiet Fiener Bruch ausgewiesen. Innerhalb des sachsen-anhaltischen Teilgebietes erfolgte 1997 die Ausweisung des 143 Hektar großen Naturschutzgebietes Fiener Bruch. Mitten im Fiener Bruch befindet sich beim zu Tucheim gehörenden Vorwerk Königsrode die Vogelwarte, der Beobachtungsturm Königsroder Hof. Im Königsroder Hof betreibt der Förderverein Großtrappenschutz e. V. ein Informationszentrum, in dem regelmäßige Veranstaltungen rund um den Großtrappenschutz stattfinden.
Der Volkspark in Altenplathow wurde 1839 von Lenné als Gutspark für den Unternehmer Pieschel geplant.

## Geschichte

### Mittelalter

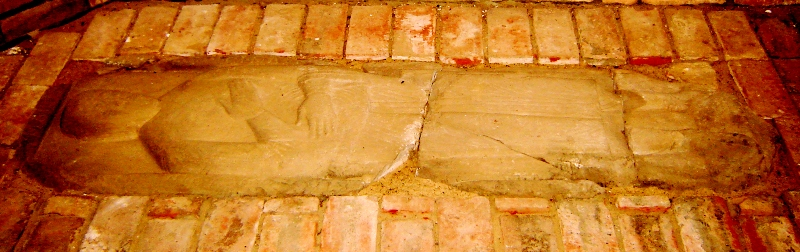
Grabstein des 1170 gestorbenen Burgherrn Hermann von Plotho in Altenplathow

Im Jahr 1144 wurde erstmals eine Burg urkundlich erwähnt. Von dieser Burg aus verwaltete die Adelsfamilie von Plotho das umliegende Gebiet. 1171 wurde Genthin erstmals urkundlich genannt, war aber in der Folge ein unbedeutender Ort, denn erst für 1459 lässt sich eine Nennung als Oppidum (stadtartige Siedlung) nachweisen.

### Neuzeit

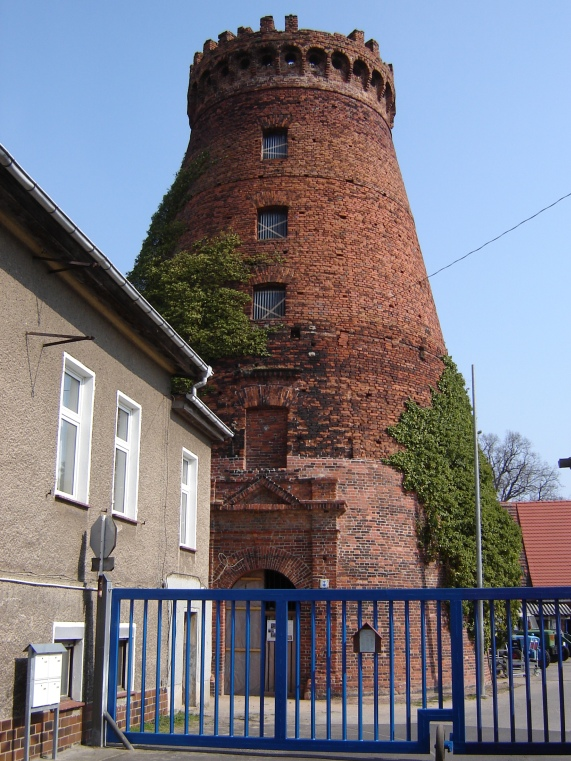
Zichorienturm in Altenplathow

Das Marktrecht erlangte die Stadt im Jahr 1539. Die Stadt erhob an ihren vier Toren, dem Mühlen-, Parchen-, Berg- und Brandenburger Tor einen Zoll. Nachdem der Administrator des Erzbistums Magdeburg, August von Sachsen-Weißenfels 1680 gestorben war, trat eine Bestimmung des Westfälischen Friedens von 1648 ein und das Gebiet fiel an den Kurfürsten von Brandenburg. Damit gehörte die Stadt zum Herzogtum Magdeburg und lag im damaligen Jerichower Kreis.
In den Jahren 1682 und 1683 wütete eine Pestepidemie in der Stadt, bei der 147 Einwohner starben, 1704 zerstörte ein Feuer große Teile Genthins. Von 1707 bis 1722 wurde die dreischiffige, barocke Pfarrkirche nach Entwürfen des Magdeburgers Georg Preußer gebaut, 1720 öffnete das Postamt mit der Inbetriebnahme der Postverbindung Magdeburg–Genthin. 1727 wurde Genthin mit dem Einzug einer Kompanie der Gelben Reiter unter dem Kommando des Rittmeisters von Schmeling Garnisonsstadt.
In den Jahren von 1743 bis 1745 wurde der Plauer Kanal gebaut. Dieser war der erste Teil des heutigen Elbe-Havel-Kanals und verband zunächst die untere Havel bei Plaue über eine Strecke von 15 km mit der Stremme und der Ihle. Beide Flussläufe wurden zusätzlich für die Schifffahrt ausgebaut. Dieses Bauvorhaben brachte für die Stadt einen Entwicklungsschub. Der Kanal verkürzte den Weg von Berlin nach Magdeburg um 150 Kilometer. Zusätzlich zum Kanalbau fanden umfangreiche Erschließungsarbeiten statt, die es ermöglichten, das Umfeld der Stadt zu besiedeln. Es entstand ein sieben Kilometer langer Kanal, auf dem Torf aus den Torfstichen Genthins zum Plauer Kanal gebracht werden konnte. Dieser Kanal geriet später in Vergessenheit. Reste davon kann man heute im Mühlgraben erkennen.
1808 wurde in Altenplathow eine Zichorienfabrik errichtet.
Bis 1808 unterstand Genthin dem königlichen Amt Altenplathow. Erst nach Reformen in Preußen wurde Genthin als Stadt eigenständig und wählte 1809 erstmals einen Stadtrat. 1816 wurde Genthin Verwaltungssitz des Landkreises Jerichow II. 1853 erschien erstmals das „Genthiner Wochenblatt“. Im Jahr 1888 wurde die Gemeinde Berg-Genthin eingemeindet.

### Industrialisierung
Das Zeitalter der Industrialisierung setzte in Genthin mit der Gründung einer Fabrik zur Verarbeitung landwirtschaftlicher Produkte durch den Magdeburger Kaufmann Pieschel ein. Dieser baute seine Fabrik 1808 auf einem Gelände in Altenplathow und ließ einen 14 Hektar großen Gutspark nach Anregungen von Peter Joseph Lenné anlegen. Er wurde durch König Friedrich Wilhelm III. für seine Verdienste später in den Adelsstand erhoben. Die Infrastruktur wurde durch die Anlage von Verkehrswegen den wirtschaftlichen Erfordernissen angepasst. Es entstanden Chausseen und Landstraßen. Von 1837 bis 1846 wurde die Eisenbahnstrecke Berlin–Potsdam–Magdeburg gebaut, die später bis Hannover verlängert wurde. 1898 erfolgte die Gründung der Kleinbahn AG. Es entstanden zahlreiche Industriebetriebe, wie Ziegeleien, holzverarbeitende Fabriken und Werften, die Schiffbau oder Schiffsreparaturen betrieben. Großbetriebe waren die 1902 in Betrieb genommene Zuckerraffinerie und das Waschmittelwerk des Henkel-Konzerns, das auf Initiative des ehemaligen Bürgermeisters Struss von 1921 bis 1923 gebaut wurde.
Mit der Industrialisierung kamen auch wieder Katholiken nach Genthin, für sie wurde 1902 eine katholische Kirche geweiht. Im Jahr 1923 wurde Altenplathow eingemeindet, 1928 wurde Hagen ein Vorort von Genthin. 1935 wurde der 48 m hohe Wasserturm in Betrieb genommen.

### Zweiter Weltkrieg

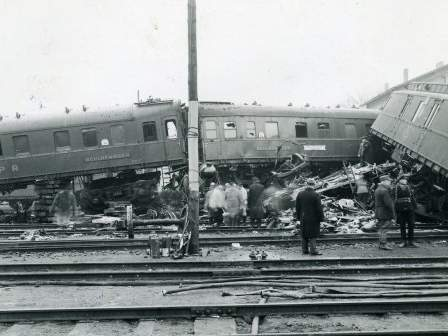
Eisenbahnunfall im Bahnhof Genthin 1939

Am 22. Dezember 1939 kam es im Bereich des Bahnhofs zum Eisenbahnunfall von Genthin, dem bis heute schwersten Eisenbahnunglück in Deutschland. Dabei starben 278 Menschen, 453 weitere wurden verletzt.
1943 wurde in Genthin ein Außenlager des KZ Ravensbrück errichtet. Dessen weibliche Häftlinge sowie Kriegsgefangene und Zwangsarbeiter (insgesamt 1.000) wurden zur Arbeit in der Munitionsfabrik Silva-Metallwerke GmbH eingesetzt und mussten Flak-Munition herstellen. 68 Frauen, die gegen ihre miserablen Arbeitsbedingungen revoltiert haben sollen, wurden von der SS erschossen. Weitere 1.000 nach Deutschland Verschleppte, darunter zahlreiche polnische Kinder, mussten in einer Zweigstelle der Henkel-Werke unter besonders gesundheitsschädigenden Bedingungen schuften. Im April 1945 wurde im Wald von Genthin auch ein SS-Arbeits- und Erziehungslager errichtet. In den letzten Kriegstagen des Jahres 1945 kam es in der Umgebung der Stadt zu vereinzelten Kampfhandlungen. Die Elbe war dabei das Ziel der deutschen, von Berlin kommenden Armee. Durch das Queren des Flusses wollte man die Gefangennahme durch die US-Armee erreichen.
Nach dem Krieg wuchs die Einwohnerzahl der Stadt durch den Zuzug vieler Vertriebener.

### Nach 1945
Von 1950 bis 1994 war Genthin Sitz des Landkreises bzw. Kreises Genthin als Nachfolger des 1816 gebildeten Landkreises Jerichow II. Der Kreis wurde Bestandteil des Landkreises Jerichower Land, der Kreissitz ging an die Stadt Burg.

### Eingemeindungen
Am 1. Juni 1909 wurde der Gutsbezirk Fienerode mit der Landgemeinde Fienerode vereinigt. Im Jahr 1923 wurde Altenplathow zwangseingemeindet (gegen den Willen der Bevölkerung von Altenplathow). Am 1. November 1928 wurde der Gutsbezirk Hagen mit der Stadtgemeinde Genthin vereinigt.
Am 20. Juli 1950 wurden die bis dahin eigenständigen Gemeinden Brettin, Fienerode, Mützel und Roßdorf nach Genthin eingemeindet.
Am 1. Januar 1957 wurden die Ortsteile Brettin, Mützel und Roßdorf wieder aus der Stadt Genthin ausgegliedert und entstanden als politisch selbstständige Gemeinde neu. Parchen wurde am 30. April 2002 eingegliedert. Am 1. Juli 2009 wurden die bis dahin eigenständigen Gemeinden Gladau, Paplitz und Tucheim nach Genthin eingemeindet. Damit verbunden war die Auflösung der Verwaltungsgemeinschaft Genthin. Genthin ist seither eine Einheitsgemeinde. Am 1. Juli 2012 wurde Schopsdorf mit den Ortsteilen Gottesforth und Sandforth eingemeindet.

## Bevölkerung
| Jahr | Einwohner |
| ---- | --------- |
| 1990 | 16.529    |
| 2006 | 16.628    |
| 2010 | 15.498    |
| 2015 | 14.610    |
| 2020 | 13.582    |

| Jahr | Einwohner |
| ---- | --------- |
| 2021 | 13.402    |
| 2022 | 13.609    |
| 2023 | 13.578    |
| 2024 | 13.416    |

Stand: 31. Dezember des jeweiligen Jahres (Angaben des Statistischen Landesamtes Sachsen-Anhalt), ab 2011 auf Basis des Zensus 2011, ab 2022 auf Basis des Zensus 2022

## Religion

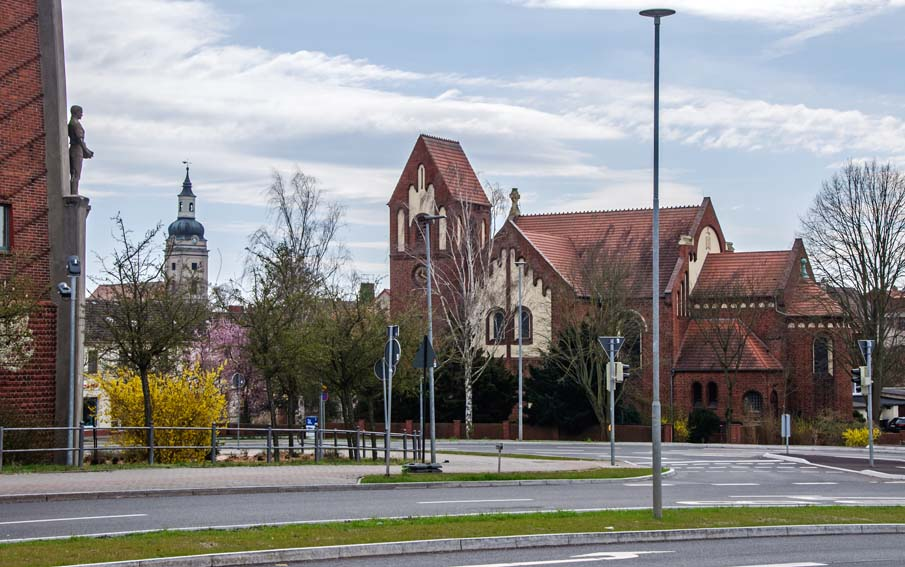
St.-Marien-Kirche (rechts) und St.-Trinitatis-Kirche (links im Hintergrund)

Der evangelisch-lutherische Pfarrbereich Genthin gehört zum Kirchenkreis Elbe-Fläming der Evangelischen Kirche in Mitteldeutschland. Zum Pfarrbereich Genthin gehören neben der Kirchengemeinde Genthin mit der St.-Trinitatis-Kirche am Marktplatz auch die Kirchengemeinden in Altenplathow, Kade, Karow, Mützel und Parchen.
Genthin ist Sitz der römisch-katholischen Pfarrei Sankt Marien, sie gehört zum Dekanat Stendal im Bistum Magdeburg. Zu ihr gehört in Genthin die Maria-Rosenkranzkönigin-Kirche, auch kurz St.-Marien-Kirche genannt, an der Mühlenstraße.
Die Evangelisch-methodistische Kirche ist in Genthin an der Seminarstraße ansässig.
Die Siebenten-Tags-Adventisten verfügen in Genthin über einen Kirchsaal an der Brandenburger Straße. Nachdem sich ab 1947 Adventisten in Genthin zunächst in Privatwohnungen getroffen hatten, wurde 1948 die Genthiner Adventgemeinde gegründet. Nach Treffen in verschiedenen angemieteten Räumen verfügt die Gemeinde seit 1981 über ein eigenes Gebäude, das nach Umbaumaßnahmen 1986 eröffnet wurde.
Die neuapostolische Gemeinde Genthin gehört zum Kirchenbezirk Stendal der Neuapostolischen Kirche in Nord- und Ostdeutschland, sie verfügt über ein Kirchengebäude an der Dürerstraße.

## Politik

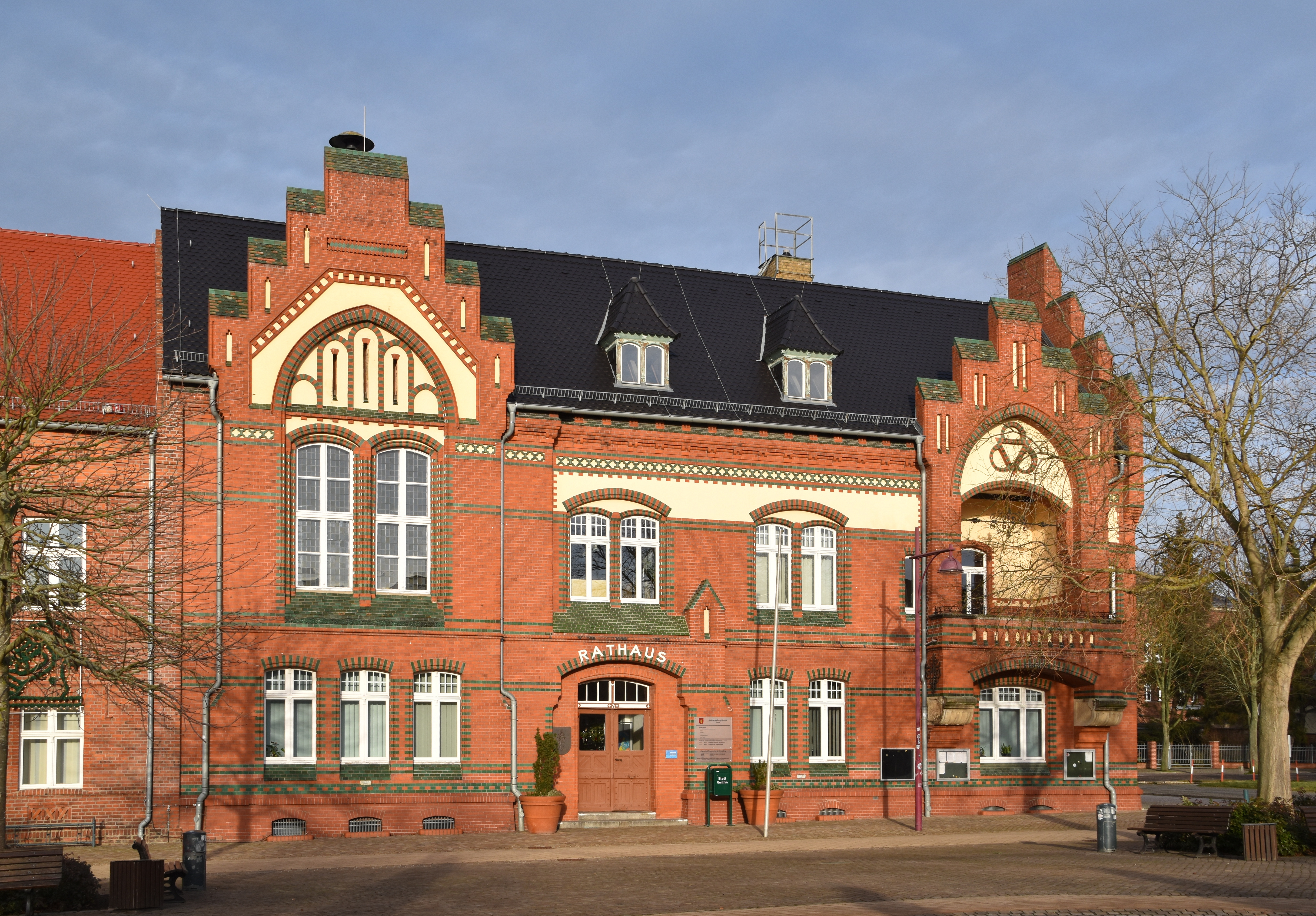
Rathaus am Marktplatz

### Stadtrat
Der Stadtrat von Genthin besteht entsprechend der Einwohnerzahl der Stadt aus 28 Mitgliedern und dem Bürgermeister. Die Kommunalwahl am 9. Juni 2024 führte bei einer Wahlbeteiligung von 60,6 % zu folgendem Ergebnis:
| Partei / Wählergruppe               | Stimmenanteil 2019 | Sitze 2019 |        | Stimmenanteil 2024 | Sitze 2024 |
| ----------------------------------- | ------------------ | ---------- | ------ | ------------------ | ---------- |
| CDU                                 | 29,4 %             | 8          | 33,2 % | 9                  |            |
| Pro Genthin                         | 12,3 %             | 4          | 31,1 % | 6                  |            |
| Wählergemeinschaft Mützel           | 05,4 %             | 2          | 09,2 % | 3                  |            |
| Die Linke                           | 11,9 %             | 3          | 07,0 % | 2                  |            |
| SPD                                 | 12,2 %             | 3          | 07,0 % | 2                  |            |
| Freiwillige Feuerwehr Parchen       | 03,5 %             | 1          | 04,3 % | 1                  |            |
| FDP                                 | 04,6 %             | 1          | 03,9 % | 1                  |            |
| Bündnis 90/Die Grünen               | 08,7 %             | 3          | 04,3 % | 1                  |            |
| Ländliche Wählergemeinschaft Fiener | 06,5 %             | 2          | –      | –                  |            |
| Wählergemeinschaft Altenplathow     | 04,7 %             | 1          | –      | –                  |            |
| Einzelbewerber Frenzel              | 00,9 %             | –          | –      | –                  |            |
| Insgesamt                           | 100 %              | 28         | 100 %  | 25                 |            |

Bei der Wahl 2024 entfielen auf Pro Genthin neun Sitze, von denen drei unbesetzt bleiben, weil die Wählergruppe nur sechs Kandidaten nominiert hatte.

### Bürgermeister
- 1990–1991: Bernhard Horn (SPD)
- 1992–1994: Hartmut Glöckner (parteilos)
- 1994–2013: Wolfgang Bernicke (parteilos)
- 2013–2018: Thomas Barz (CDU)[20]
- 2018–2024: Matthias Günther (parteilos)
- seit 2024: Dagmar Turian (parteilos)

Günther wurde in der Bürgermeisterstichwahl am 13. Mai 2018 mit 52,4 % der gültigen Stimmen gewählt. Am 9. Juni 2024 wurde er mit 83,4 % der gültigen Stimmen im Rahmen eines Abwahlverfahrens abgewählt.
Turian wurde am 10. November 2024 mit 51,4 % der gültigen Stimmen zu seiner Nachfolgerin gewählt. Ihre Amtszeit beträgt sieben Jahre.

### Wappen
| | Blasonierung: „Im roten goldbordierten Schild die goldgekrönte Gottesmutter im goldenen Gewand mit dem Kind auf dem rechten Arm.“ |
| Wappenbegründung: Die älteste Überlieferung des Stadtwappens soll sich auf einem Siegel einer Urkunde befinden, welche aus dem Jahr 1690 datiert. Über ihren Aufbewahrungsort werden keine Angaben gemacht, es wird vermutet, dass sich diese im Urkundenbestand des Landeshauptarchivs in Magdeburg befindet. Das Stadtwappen wurde im Laufe seines Bestehens mehrfach geändert, hier spielten überwiegend Stilfragen eine Rolle, wobei die Grundform beibehalten wurde. So weisen die älteren Darstellungen unter der Jungfrau Maria mit dem Kind einen Halbmond oder einen Palmenzweig auf, in einigen Fällen auch beide Elemente. Das Wappen ist mittelalterlich-religiösen Ursprungs. Vermutlich wurden die ältesten Siegel und damit die Wappensymbole vom Erzbischof in Magdeburg festgelegt, denn alle vormals zum Erzbistum Magdeburg gehörenden Städte zeigen Heilige im Wappen. Das Wappen wurde in seiner jetzigen Form am 29. Juli 1971 von der Stadtverordnetenversammlung bestätigt, es wurde anlässlich der 800-Jahrfeier der Stadt Genthin neugestaltet. Der Grund: der Betrachter sollte sein Augenmerk auf das Wesentliche, die Figur und die Tinktur, richten. Das Wappen wurde am 15. September 1995 durch das Regierungspräsidium Magdeburg genehmigt. | |

### Flagge
Die Flagge wurde am 23. März 1998 durch das Regierungspräsidium Magdeburg genehmigt. Sie ist rot-gelb gestreift mit dem aufgelegten Stadtwappen.

### Städtepartnerschaften
Seit 1990 ist die Stadt Datteln (Nordrhein-Westfalen) Partnerstadt der Stadt Genthin. Der Stadtrat der Stadt Genthin hat am 18. September 2008 beschlossen, der polnischen Stadt Radlin das Angebot zu unterbreiten, einen Städtepartnerschaftsvertrag zu vereinbaren, nachdem das Genthiner Bismarck-Gymnasium und ein Radliner Lyzeum bereits seit längerer Zeit partnerschaftlich zusammenarbeiten. Im selben Jahr noch wurde der Partnerschaftsvertrag unterzeichnet.

## Sehenswürdigkeiten und Kultur

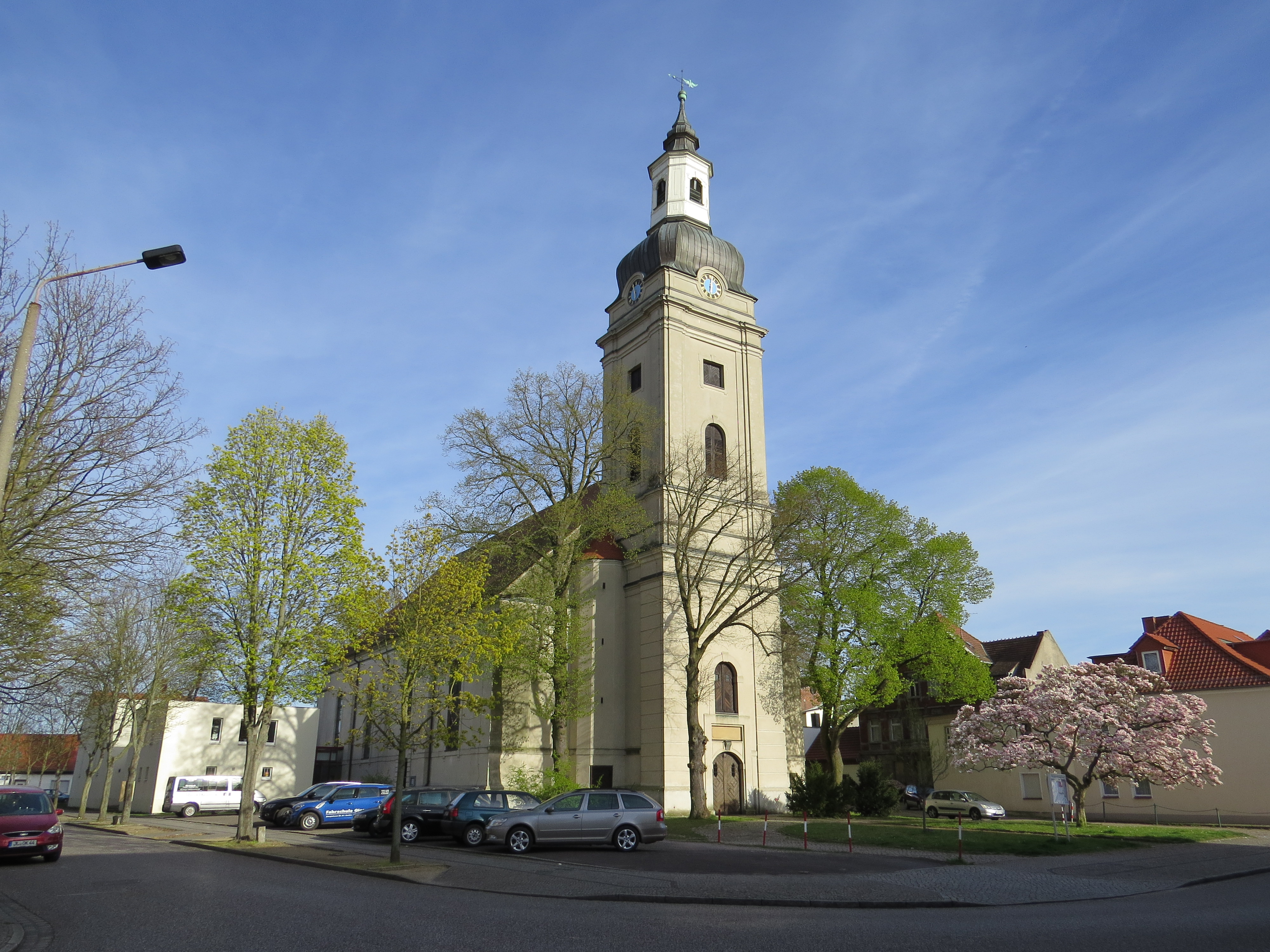
St. Trinitatis

### Bauwerke
Die evangelische Stadtkirche St. Trinitatis wurde von 1707 bis 1722 anstelle eines romanischen Vorgängerbaus nach Plänen von Georg Preußer als dreischiffige Hallenkirche im barocken Stil errichtet. Der Westturm mit geschweifter Haube nach Entwurf von Gottfried Meinicke wurde wegen Geldmangels erst 1772 fertiggestellt. Die Orgel wurde 1798 eingebaut.
Der 1934/35 erbaute, 48 m hohe, achteckige Wasserturm Genthin ist eines der Wahrzeichen der Stadt. Etwas südlich des Wasserturms befindet sich die 1902/03 erbaute katholische Kirche St. Marien. Am Hauptbahnhof von Genthin befindet sich ein Denkmal für das Eisenbahnunglück vom 22. Dezember 1939.
Die Kirche in Altenplathow wurde 1903/04 an Stelle einer romanischen Kirche erbaut, mit Jugendstil-Ornamentik ausgemalt. Im Inneren der Kirche befindet sich die Grabplatte des Hermann von Plote, eines Vorfahren der Elisabeth von Plotho. Die 1170 gesetzte Grabplatte wurde beim Abbruch der alten Kirche gefunden. Daher ist die Kirche heute eine Sehenswürdigkeit an der Straße der Romanik.
In Parchen befindet sich mit der Dorfkirche Parchen eine Ende der 1820er Jahre aus Feldsteinen gebaute evangelische Kirche. Sie steht auf den Grundmauern einer ursprünglich aus dem 12. Jahrhundert stammenden und abgebrannten Kirche. Darüber hinaus ist in Parchen mit dem Schloss Parchen das 1830/31 zum Schloss umgebaute Gutshaus des Dorfes sehenswert.
Von 1956 bis 1958 wurde das Haus der Werktätigen auf dem Gelände des Waschmittelwerkes erbaut, heute trägt es den Namen Stadtkulturhaus.
Die 1994 auf dem Marktplatz aufgestellte Persiluhr Dame in Weiß erinnert an die langjährige Tradition der Waschmittelherstellung.

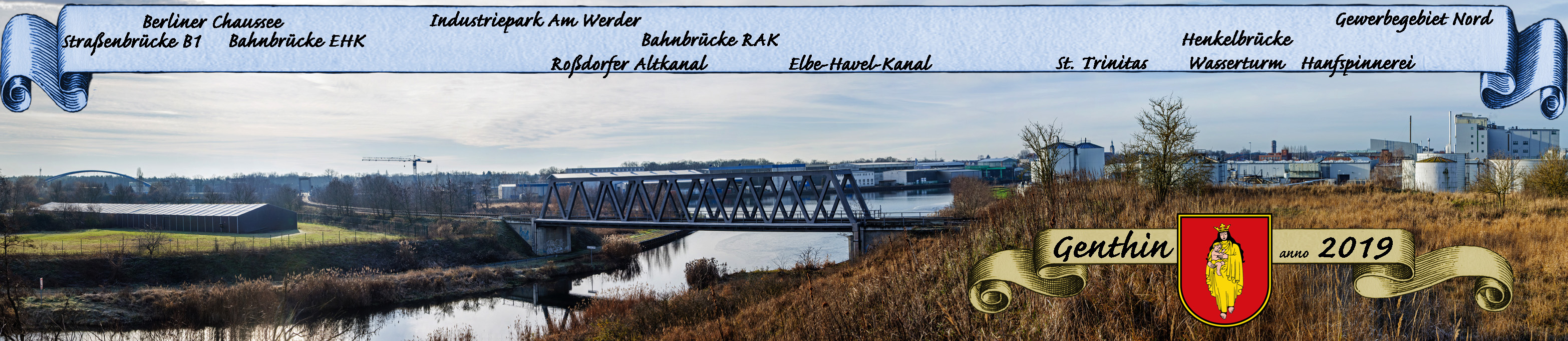
Genthin von Nordost am Elbe-Havel-Kanal

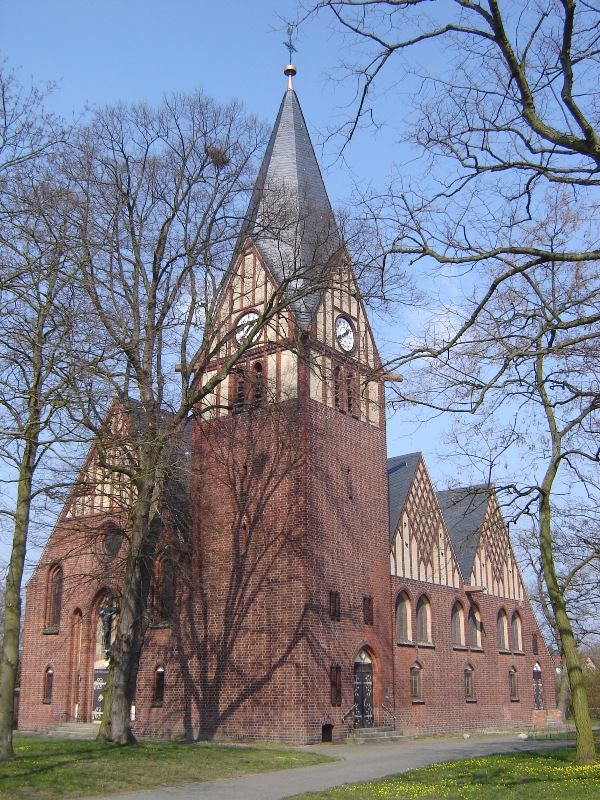
Kirche in Altenplathow
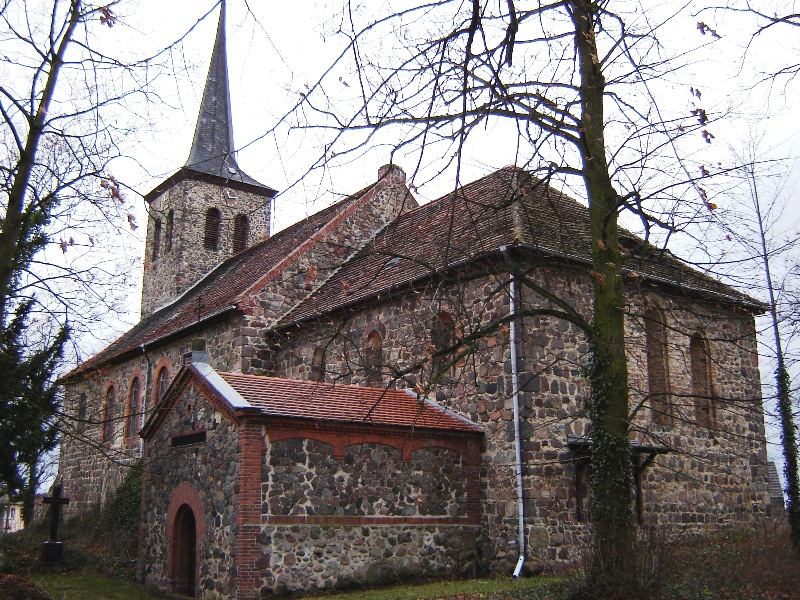
Kirche in Parchen
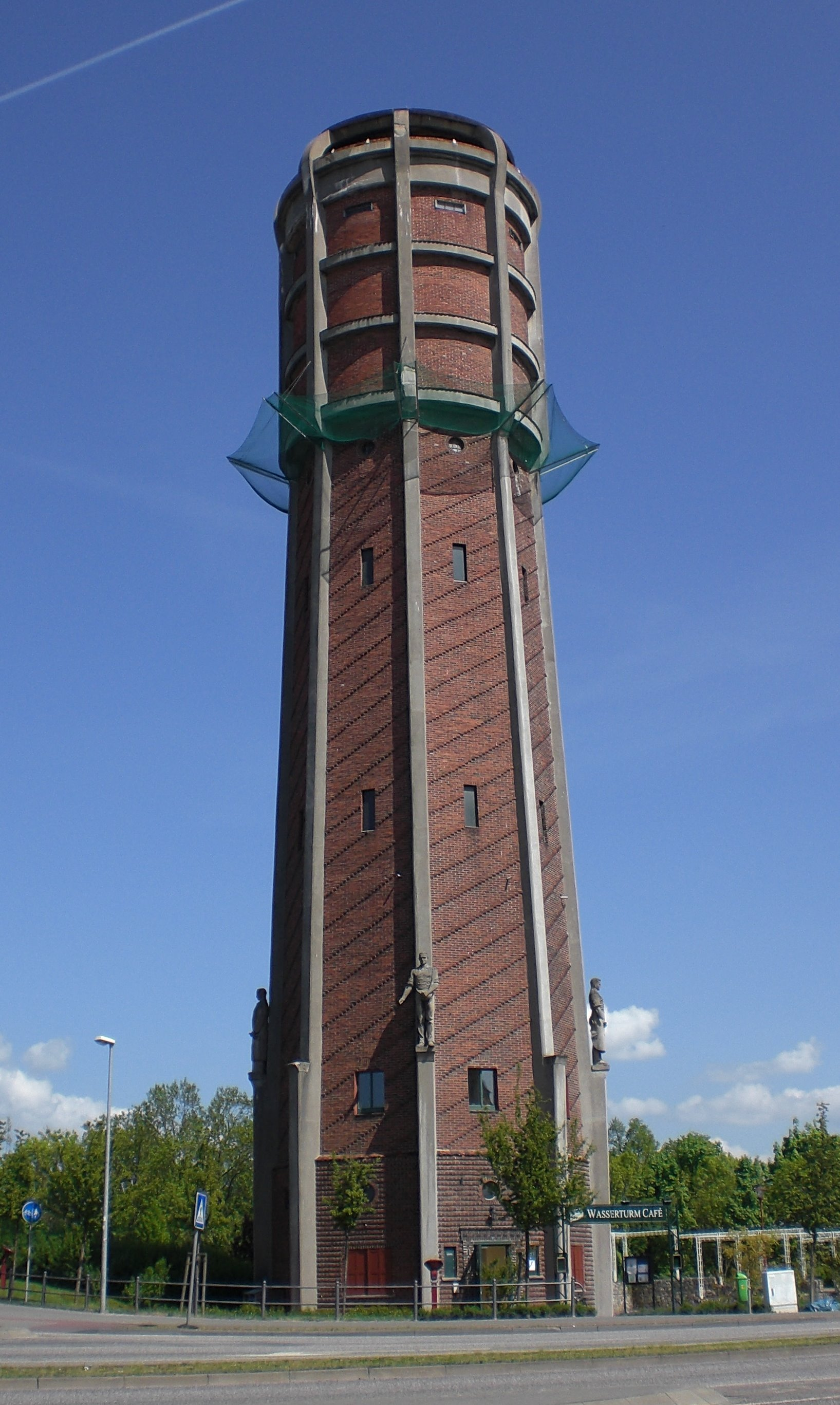
Wasserturm
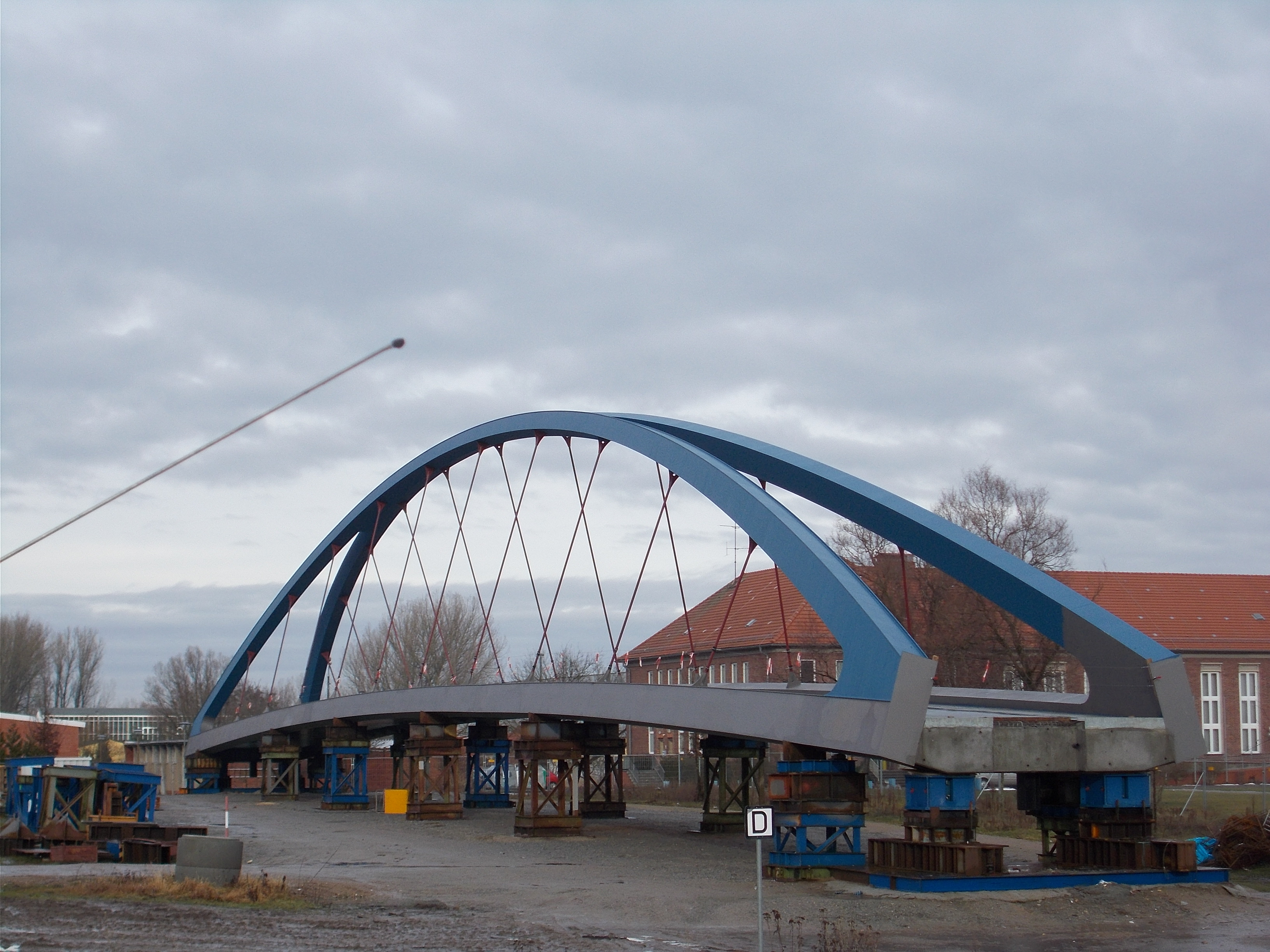
Henkelbrücke und Stadtkulturhaus

### Gedenkorte an die Zeit des Nationalsozialismus
- Grabstätten auf dem Friedhof A für 68 ermordete weibliche KZ-Häftlinge
- Sowjetischer Ehrenhain für 88 namentlich genannte Opfer von Zwangsarbeit sowie zwölf bei einem Todesmarsch ermordete KZ-Häftlinge
- VVN-Mahnmal von der Bildhauerin Ursula Schneider-Schulz aus dem Jahr 1971 im Linsenwald. Diese über eine Tonne schwere Bronzestatue wurde im Februar 2013 von unbekannten Metalldieben vom Sockel getrennt und abtransportiert. Auch Teile des sowjetischen Ehrenmals wurden gestohlen.
- Gedenkecke auf dem Schulhof der Diesterweg-Schule in der Jägerstraße zur Erinnerung an die Frauen des KZ Ravensbrück
- Gedenkanlage mit Gedenktafel auf dem ehemaligen Jüdischen Friedhof, der unter der NS-Herrschaft beseitigt wurde

### Museen

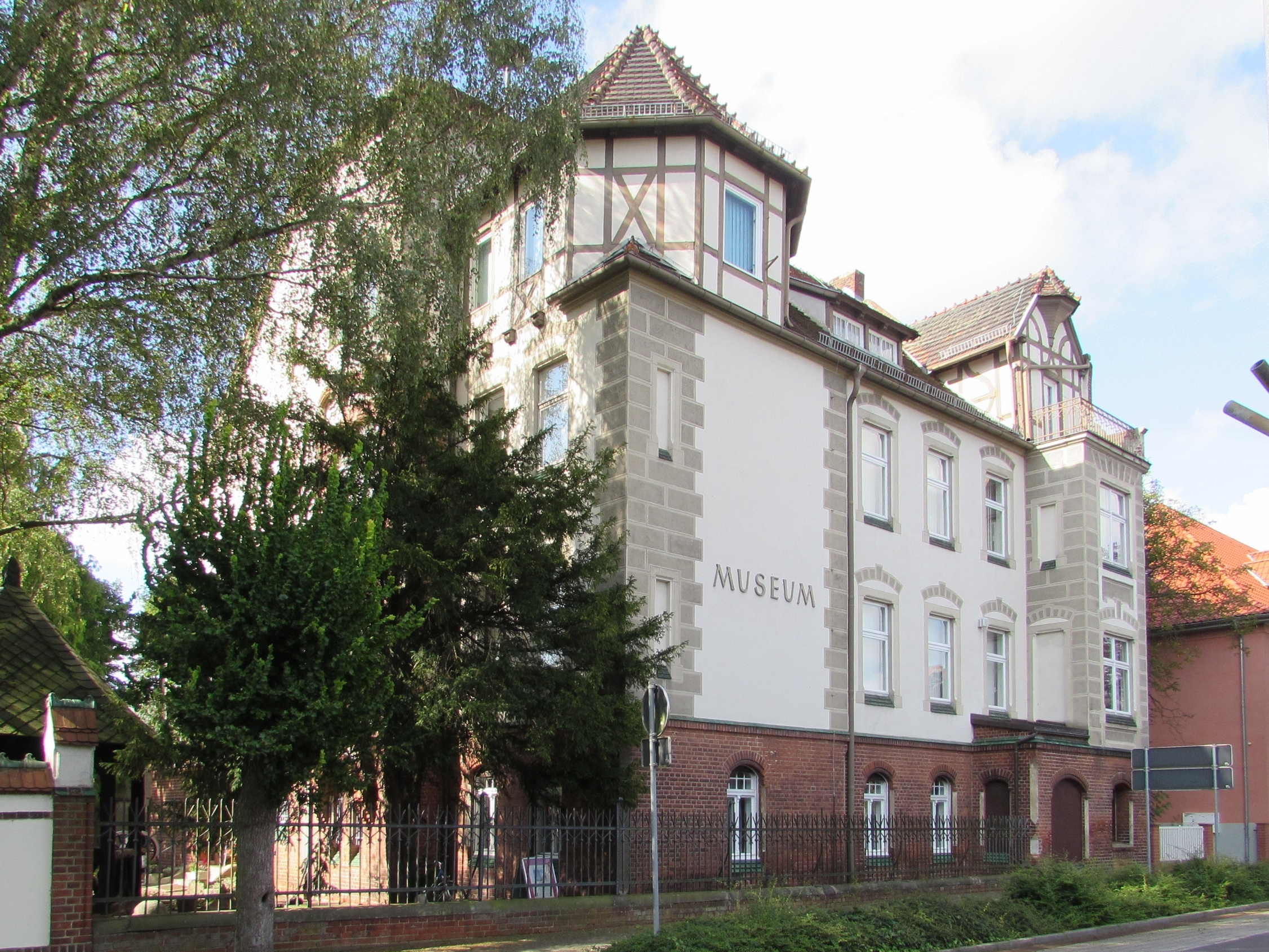
Kreismuseum Jerichower Land

Das Kreismuseum Jerichower Land in Genthin ist ein heimatkundliches Museum mit mehr als 25.000 Exponaten und einer großen ur- und frühgeschichtlichen Sammlung vor allem von Stücken aus der Region zwischen Havel und Elbe. Kernstück dieser Sammlung ist eine 1929 aufgekaufte Privatsammlung des Wusterwitzer Arztes Richard Stimming.

### Musik
- Die wohl bekanntesten Musikgruppen aus Genthin waren die inzwischen aufgelöste Metalcore-Formation Fall of a Season und die Band Sa.vita.
- Andere bekannte Genthiner Bands sind und waren u. a. Sense never Came, A Tear as Memory, The Pax, Black Flame und Himmelfahrtskommando.
- 2023 hat sich die Band Rapthor im Umfeld der Stadt Genthin gegründet und hatte hier ihre ersten Auftritte[27]. Im April 2025 stellte die Band während eines Konzertes im Genthiner Ortsteil Parchen ihren ersten selbstgeschrieben Song "Wenn die Liebe deinen Namen trägt" vor.[28]
- Grashalm ist eine junge Band der evangelischen Kirche. Die fünfköpfige Combo spielt moderne-Pop-Kirchenlieder in Gottesdiensten, bei Konfirmandentagen und bei öffentlichen Veranstaltungen wie dem Weihnachtsmarkt.[29]

### Chöre
- Handwerker-Männerchor Genthin von 1860 e. V. Der Chor besteht seit 1860 durchgehend und hat aktuell rund 30 Mitglieder. Mittlerweile umfasst das Repertoire des Chores Schlager, Evergreens und Volkslieder.[30]
- Frauenchor Genthin. Der Chor wurde 1953 gegründet und singt Volkslieder und klassische Musik.[31]
- Der Chor "Alumni et Amici" vom Genthiner Bismarck-Gymnasium. Der Chor wurde 2023 gegründet, hat ein Repertoire von Klassik über Schlager bis zu Popmusik. er besteht aus Lehrern, Schülern und Freunden des Gymnasiums.[32]
- Gesangskreis "Offenes Singen". Die Gruppe besteht seit 2024 und soll mit monatlichen Terminen, alle an das Singen heranführen, die in keinem Chor sind. Die Gruppe ist Teil der Kirchenarbeit der evangelischen Kirche Genthins.[33]

## Wirtschaft und Infrastruktur

### Ansässige Unternehmen

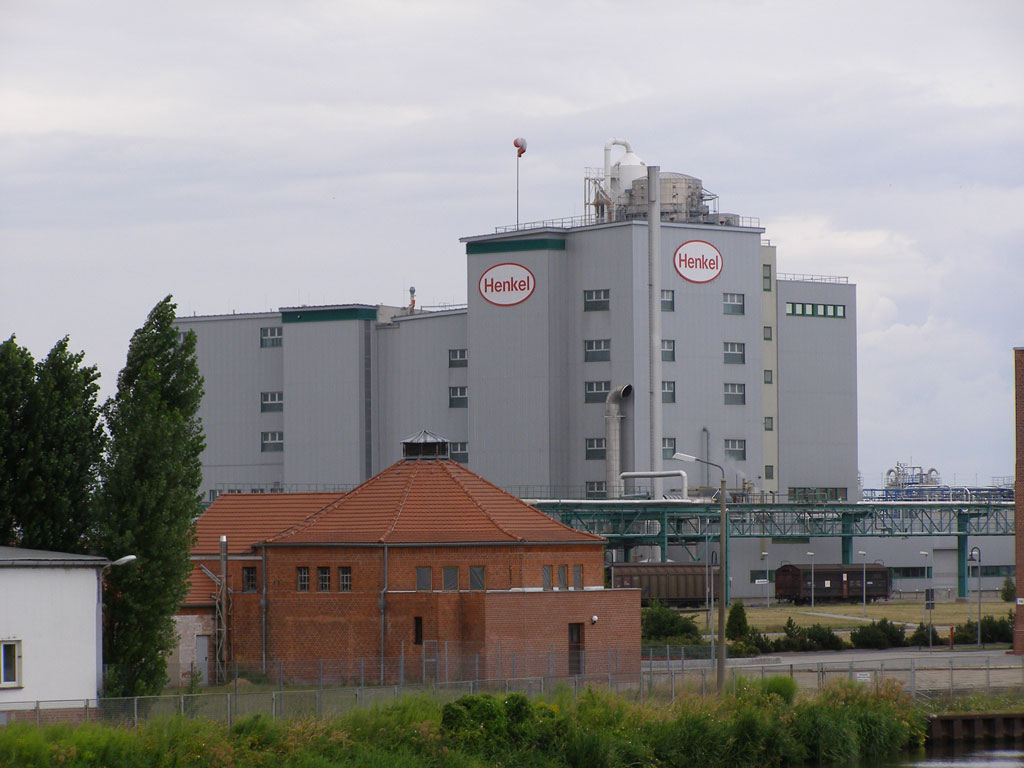
Hauptgebäude des früheren Henkel-Werkes in Genthin

Ein Genthiner Traditionsbetrieb ist das bis 2009 zum Henkel-Konzern gehörende Waschmittelwerk Genthin („Spee“), das in den frühen 1950er-Jahren unter dem Namen VEB Persil-Werk firmierte. Später war der, nun als VEB Waschmittelwerk Genthin firmierende, Betrieb Teil des Kombinats Agrochemie. Ende 2009 wurde das Genthiner Henkel-Werk aufgrund eines Restrukturierungsplans des Unternehmens geschlossen. Weite Teile wurden von der zur Hansa Group gehörenden Waschmittelwerk Genthin GmbH übernommen.
Die LFD Holding, ein Konzern der Schweineproduktion und Deutschlands größter Ferkelerzeuger, hat seinen Firmensitz in Genthin.
Daneben gibt es in der Stadt neben Handwerksfirmen verschiedener Branchen kleine und mittlere Firmen im Maschinen- und Vorrichtungsbau, der Gebäudekommunikation, Nachrichtentechnik, Hausklimatechnik und für die Fertigung von Fenstern. Auch eine Niederlassung einer nordrhein-westfälischen Abrechnungsfirma befindet sich in Genthin, im früheren Verwaltungsgebäude der Zuckerfabrik, die – nachdem sie 1990 von der Südzucker AG übernommen worden war – 1992 geschlossen wurde.

Ein Recyclingbetrieb für Mischkunststoffe der Cabka Group stellt u. a. Füße für Baustellenzäune her (in der Halle der früheren Zuckerfabrik).
Weitere nennenswerte Unternehmen sind die Tierkörperverwertung – Secanim GmbH und die Feuerverzinkung Genthin GmbH & Co. KG (Teil der Seppeler Gruppe).
Am Elbe-Havel-Kanal liegt die SET Schiffbau- u. Entwicklungsgesellschaft Tangermünde, Standort Genthin.

### Verkehr

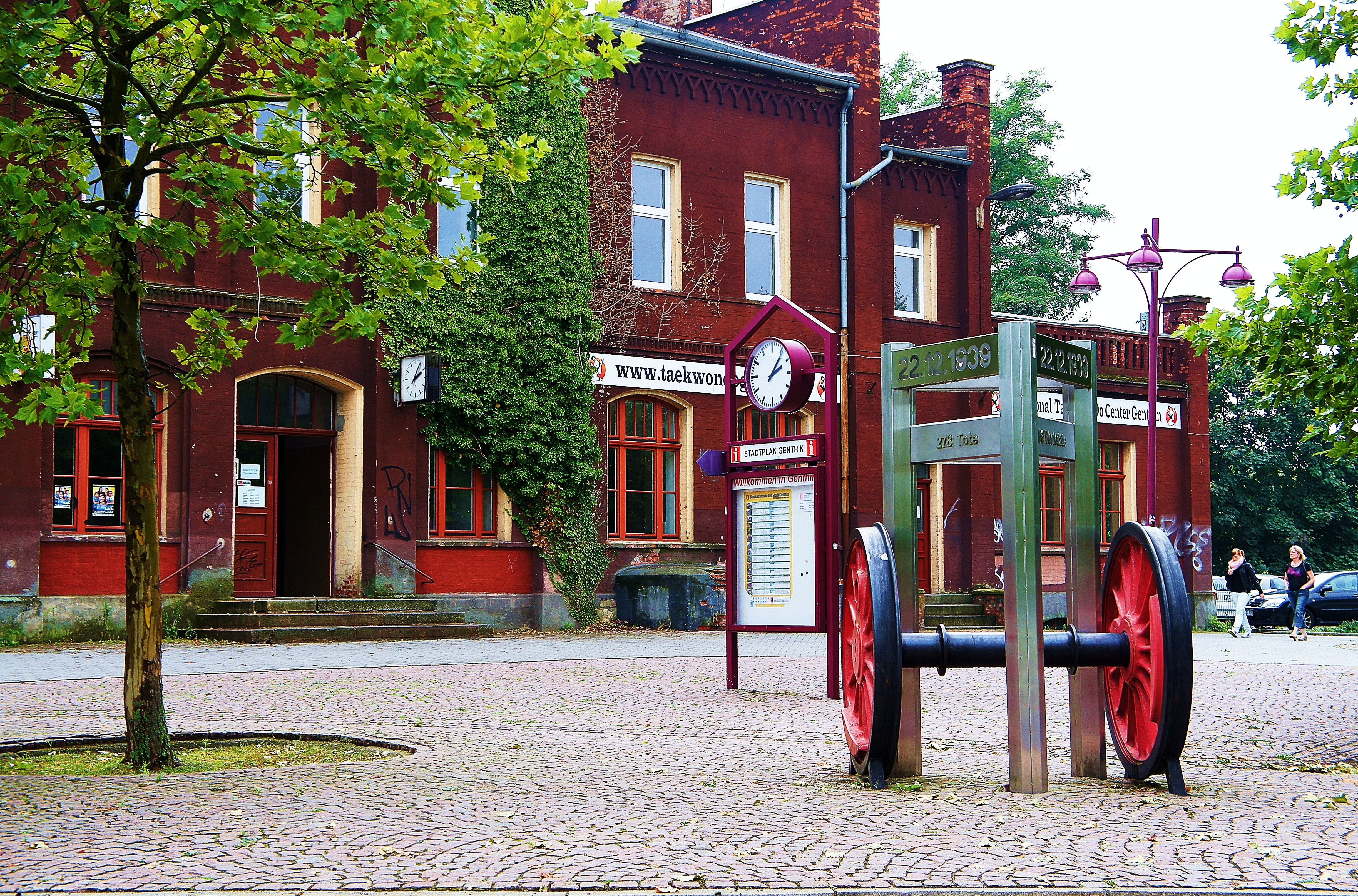
Bahnhof Genthin, davor Denkmal zum Eisenbahnunfall von Genthin

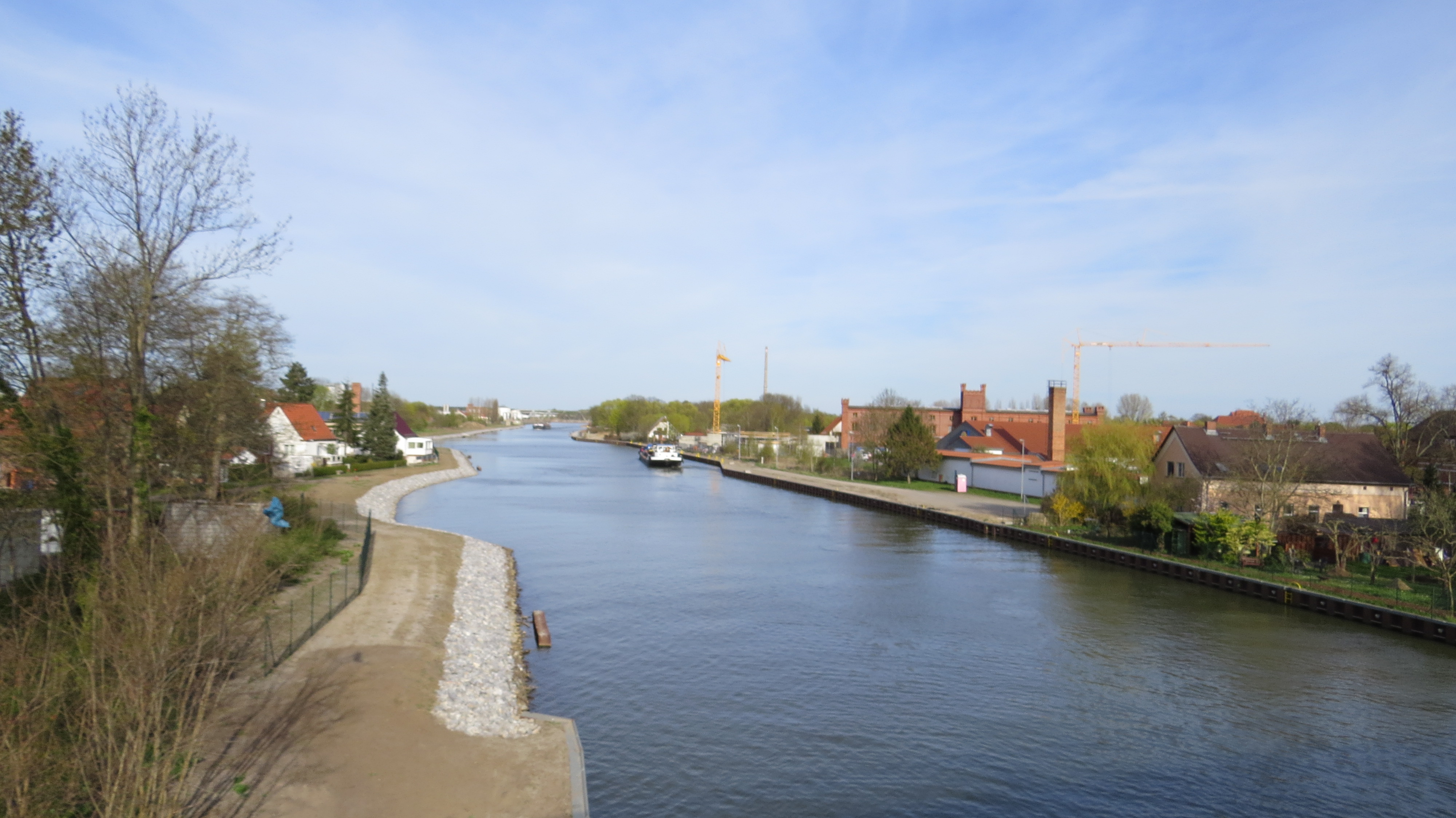
Elbe-Havel-Kanal in Genthin Richtung Osten

Der Bahnhof Genthin liegt an der Bahnstrecke Berlin–Magdeburg. Über diese wird Genthin von den Zügen der Regional-Express-Linie RE 1 auf der Strecke Magdeburg – Brandenburg an der Havel – Potsdam – Berlin – Frankfurt (Oder) (– Eisenhüttenstadt – Cottbus) im Stundentakt bedient. Hinzu kommen einige wenige Regionalbahnzüge am Tag von und nach Magdeburg. Außerdem hält hier der Harz-Berlin-Express Goslar / Thale – Halberstadt – Magdeburg – Potsdam – Berlin, der zwischen Genthin und Berlin als Fernzug gilt.
Am Genthiner Kleinbahnhof, welcher unmittelbar nördlich des heutigen Hauptbahnhofes lag und im Jahre 2012 abgerissen wurde, begann die Bahnstrecke Genthin–Schönhausen, die Bestandteil des Netzes der Kleinbahn-AG in Genthin war. Am Abzweig Zuckerfabrik zweigte von dieser Strecke die Bahnstrecke Genthin–Milow ab. Diese Strecken sind jedoch mittlerweile stillgelegt, wobei die ehemalige Kleinbahnstrecke nach Jerichow noch bis zum Henkel-Waschmittelwerk als Bahnhofsgleis des Bahnhofs Genthin betrieben und für den Güterverkehr genutzt wird.
Der öffentliche Personennahverkehr wird unter anderem durch den PlusBus des Bahn-Bus-Landesnetz Sachsen-Anhalt erbracht. Folgende Verbindung, betrieben von der Nahverkehrsgesellschaft Jerichower Land, führt ab Genthin:
- Linie 790: Genthin ↔ Scharteucke ↔ Redekin ↔ Jerichow ↔ Fischbeck ↔ Tangermünde/Stendal

In Genthin kreuzen sich die B 1 Magdeburg – Brandenburg an der Havel – Berlin und die B 107 Pritzwalk – Havelberg – Wiesenburg/Mark – Coswig (Anhalt). Die nächsten Anschlussstellen zur Autobahn sind Burg-Zentrum, Ziesar und Brandenburg an der A 2 Berliner Ring – Magdeburg – Hannover.
Durch die Stadt verläuft der Elbe-Havel-Kanal, der bis 2017 im Rahmen des VDE 17 für die Nutzung durch Großmotorschiffe ausgebaut wird und im Bereich Genthin im Sommer 2015 fertiggestellt wurde. Die beiden Bundesstraßen führen über den Kanal, weiterhin gibt es die Henkelbrücke als Fußgängerbrücke und die den Altenplathoer Altkanal überspannende Hagenbrücke. Der Altenplathoer Altkanal ist ein Altkanal des Plauer Kanals, dem Vorgänger des Elbe-Havel-Kanals, der Roßdorfer Altkanal als weiteres Reststück des Plauer Kanals mündet im Osten Genthins in den Elbe-Havel-Kanal.
Der Elbe-Havel-Radweg verbindet seit 2017 Magdeburg mit Berlin und führt in Genthin am Elbe-Havel-Kanal entlang. Die Stadt hat acht weitere Radtouren als Rundtouren ausgewiesen.

### Bildung
In Genthin gibt es das Bismarck-Gymnasium, eine Sekundarschule, vier Grundschulen (eine im Ortsteil Tucheim) sowie die Förderschule für Lernbehinderte im Ortsteil Parchen.
Das Hauptgebäude des Gymnasiums wurde 1893 als Seminar für Volksschullehrer eröffnet, seit 1922 fungierte es als Oberschule, bekam 1926 den Namen Bismarck-Schule, wurde in der DDR-Zeit in EOS Theodor Neubauer umbenannt und bekam 1991 den ursprünglichen Namen zurück. 2021 wurde ein Neubau des Nebengebäudes des Gymnasiums vorgenommen.

### Gesundheit
Das 1868 eröffnete Johanniter-Krankenhaus in Genthin stellte im September 2017 den Betrieb vorfristig ein, ursprünglich sollte das erst mit der Eröffnung des Erweiterungsbaus des Krankenhauses in Stendal erfolgen. Das Krankenhaus wurde trotz seiner Versorgungsnotwendigkeit gemäß den G-BA-Regeln über Sicherstellungzuschläge geschlossen. Das Krankenhaus wurde 2018 abgerissen.

### Sport
- Jedes Jahr wird in Genthin der Spee-Cup im Radsport ausgetragen. Die Strecke führt von Genthin über die B 1 Richtung Bensdorf (bei Brandenburg an der Havel) und zurück.
- Der Genthiner Volleyballverein (kurz GVV) ist durch seine überregionalen Titelgewinne einer der erfolgreichsten Sportvereine der Stadt. Er ist Ausrichter des jährlich stattfindenden Quattro-Mix-Beachturniers.

### Medien
- Genthiner Volksstimme
- Der Genthiner (Wochenblatt) (bis 2019)[47]